# Municipio Amatenango de la Frontera
Koordinaten: 15° 26′ N, 92° 7′ W
Amatenango de la Frontera ist ein Municipio im Südosten des mexikanischen Bundesstaats Chiapas. Es hat etwa 30.000 Einwohner und ist 254,4 km² groß. Verwaltungssitz ist das gleichnamige Amatenango de la Frontera, größter Orte des Municipios ist hingegen El Pacayal.
Der Name Amatenango kommt aus dem Nahuatl und bedeutet Befestigung aus Amatl-Bäumen, der spanische Zusatz Frontera bezieht sich auf die mexikanisch-guatemaltekische Grenze.

## Geographie
Das Municipio Amatenango de la Frontera liegt im Südosten des mexikanischen Bundesstaats Chiapas auf Höhen zwischen 600 m und 2400 m. Es liegt zur Gänze in der physiographischen Provinz der Cordillera Centroamericana sowie gänzlich in der hydrologischen Region Grijalva-Usumacinta. Die Geologie des Municipios wird zu 49 % von Sandstein-Limonit bestimmt bei 43 % Kalkstein; vorherrschende Bodentypen sind Phaeozem (32 %), Acrisol (31 %) und Regosol (18 %). Etwa 73 % der Gemeindefläche sind bewaldet, etwa 20 % dienen dem Ackerbau.
Das Municipio Amatenango de la Frontera grenzt an die Municipios Frontera Comalapa, Bejucal de Ocampo, Mazapa de Madero und Bella Vista sowie an Guatemala.

## Bevölkerung
Beim Zensus 2010 wurden im Municipio 29.547 Menschen in 6.355 Wohneinheiten gezählt. Davon wurden 911 Personen als Sprecher einer indigenen Sprache registriert, davon 586 Sprecher des Mam und 236 Sprecher des Jakaltekischen. Etwa 21 Prozent der Bevölkerung waren Analphabeten. 8.764 Einwohner wurden als Erwerbspersonen registriert, wovon ca. 90 % Männer bzw. 1 % arbeitslos waren. 39 % der Bevölkerung lebten in extremer Armut.

## Orte
Das Municipio Amatenango de la Frontera umfasst 113 bewohnte localidades, von denen der Hauptort sowie El Pacayal vom INEGI als urban klassifiziert sind. Fünf der Orte wiesen beim Zensus 2010 eine Einwohnerzahl von über 1000 auf, 50 Orte hatten weniger als 100 Einwohner. Die größten Orte sind:
| Ort                       | Einwohner |
| El Pacayal                | 3045      |
| Potrerillo                | 2062      |
| Nuevo Amatenango          | 1594      |
| Guadalupe Victoria        | 1541      |
| Nueva Morelia             | 1032      |
| Veinte de Noviembre       | 0954      |
| Río Guerrero              | 0939      |
| Amatenango de la Frontera | 0781      |